# スティーヴ・インスキープ
スティーヴ・インスキープ（Steve Inskeep, 1968年6月16日 - ）は、
NPRのモーニング・エディション（Morning Edition）の現司会者の1人である。
2004年4月30日、それまで同番組の司会者を務めていたボブ・エドワーズ（Bob Edwards）が
NPRの上級特派員に任命され司会者を降板するのを受け、
インスキープとレネ・モンテイン
は同番組の暫定司会者に任命され、同年12月から正式に司会者に任命される。
インスキープは、モーニング・エディションの司会者になる前は、
NPRの運輸問題担当特派員、ウィークエンド・オール・スィングズ・コンスィダード（Weekend All Things Considered）
の司会等を歴任した。
インスキープは、2011年10月発売の「Instant City: Life and Death in Karachi 」の著者である。
同著は、20世紀後半、急激な発展を遂げたパキスタンのカラチの変化について取材した本である。
インスキープは、NPRの仕事でパキスタンへの取材旅行を数度実施している。
インスキープはインディアナ州カーメルで育ち、
1990年、ケンタッキー州モーヘッドのモーヘッド州立大学を卒業。
ラジオでの初仕事は、モーヘッドのWMKY-FMでのスポーツキャスターとしてだった。
その後、1996年にNPRと契約し、
以後、NPRを中心にジャーナリストとして幅広く活動している。

## 特筆すべき仕事
- 2005年08月、ナイジェリアの石油産業と利権問題を巡る紛争等に関する現地取材＆特集放送[5]

この仕事に対して2006年ロバート・F・ケネディ・ジャーナリズム賞を他の取材メンバーと共に受賞。
- 2009年06月01日、米国大統領（バラク・オバマ）への特別インタビュー[6]

NPRのミシェル・ノリス（Michele Norris）と共同でのインタビュー。
- 2009年09月25日、イラン大統領マフムード・アフマディーネジャード（Mahmoud Ahmadinejad）への特別インタビュー[7][8]

このインタビューでのイラン大統領との会話中にインスキープがその夏イラン当局に不当に逮捕された100人の内の1人として言及したイラン人ビジネスマン Bijan Khajepour が、放送数日後の2009年9月30日に保釈され解放された。
- 2010年05月、南アジアGrand Trunk Road特集＜発展を遂げるパキスタンとインドを訪ねて＞[10]
- 2011年10月、「Instant City: Life and Death in Karachi 」出版 ISBN 978-1-59420-315-2[2]
- 2012年06月、北アフリカRevolutionary Road Trip特集＜チュニジアのカルタゴからリビアそしてエジプトのカイロまで…アラブの春の市民革命レヴォリューショナリー・ロードを行く＞[11]
- 2014年03月、アメリカ＝メキシコ国境地域2,428マイルを行く取材＆特集放送[12]
- 2014年05月29日、米国大統領（バラク・オバマ）への特別インタビュー[13]

2014年05月28日にオバマ大統領がウェスト・ポイントの陸軍士官学校の卒業式で卒業記念スピーチを行った後、同所でインタビューしたもの。

## 私生活
インスキープは妻キャロリーとの間に、2005年生まれの娘アヴァがいる。
2012年、インスキープ夫妻は、中国人孤児の女児アナを2人目の子供として養子縁組で迎え入れた。
スティーヴ・インスキープ本人も、養子として育ての親に育てられた経験を持つ。